# 天使禁猎区
《天使禁猎区》是日本漫画家由貴香織里創作的日本漫畫作品。于《花與夢》1994年15号开始到2000年22号期間進行連載，單行本全20卷。續作《天使禁獵區-東京chronos-》於2022年4月20日《花與夢Ai》展開連載。
该作品涉及了宗教和乱伦等敏感话题，画风华丽，一般认为是她的代表作。

## 內容簡介
在很久以前，创世神（作者的意图，似乎是说明她所描述的这个神就是亞伯拉罕諸教的上帝）创造了这个世界，并且制造出作为自己助手的天使，让他们处于远远高于人类的地位。在《天使禁猎区》的故事发生前，神就与其居住的神塔一起消失了。代表天使中最高权力的长老会议为了不引起恐慌，向外界公布神为了准备与地獄进行新的天地大战而隐居起来了。
神所制造的有机天使亚蕾克西儿，与其孪生弟弟无机天使罗洁爱儿一样拥有3翼翅膀，在天界中处于仅次于神本人和“圣隐者”亚当‧卡达蒙的至高地位。由于认识到天界的种种不合理现象，亚蕾克西儿在上次天地大战中背叛至高天站在地狱一方作战，结果被处以重罚。她的灵魂被贬入物质界（人类生活的世界）不断轉世，而肉体则被放在天使水晶中封存起来。
在《天使禁猎区》故事开头，两名来自地狱的邪鬼（不同于惡魔的种族，其国家被天使彻底消灭）九雷和紫罗九音为了向天界报仇，闯入至高天盗走了亚蕾克西儿的身体。他们来到人间时发现亚蕾克西儿的转世是一个名叫无道刹那的少年，他因为与亲生妹妹无道纱罗陷入乱伦的恋情而处于痛苦之中。与此同时，从天界擅自来到的人间的天使肯达，将在上次天地大战中被亚蕾克西儿封印的罗洁爱儿唤醒。罗洁爱儿针对无道刹那展开了一系列的疯狂行动，使一种名叫“天使禁猎区”的可以将人类变为傀儡的游戏软件在学校里流行，导致多名学生遭遇不幸事件。
在用多种方法打击无道刹那没有成功之后，罗洁爱儿从天界召来名叫姬理绘的实习天使直接攻击刹那，但纱罗却代替哥哥而死。因为爱人死亡悲痛欲绝的无道刹那觉醒为有机天使，巨大的能量毁灭了整个城市。在清醒过来後，无道刹那受到亚当·卡达蒙的指示要到星幽界夺回纱罗的灵魂，但发现灵魂已被天界带走。要想找回纱罗，无道刹那就必须对抗众多强大的天使；另一方面，天界也因为宰相圣沃夫达尔达的严厉统治和普遍堕落而混乱不堪。天使禁猎区的故事，于是就此展开…

## 主要角色
註：下述配音員以廣播劇為主；僅幾位主要人物的廣播劇配音員與OVA相同。

### 物質界
无道刹那（聲：野島健兒）
本故事的主角，是有机天使亚蕾克西儿的转世。有四分之一高加索人種血统的混血儿，不良少年。与妹妹无道纱罗相爱。因为纱罗之死而能力觉醒。在天界，他发现自己被认为是“救世天使”。
无道纱罗（聲：川澄綾子）
无道刹那的妹妹，对哥哥心怀爱恋。为保护哥哥而死。她的灵魂实际上来自天界四大天使之一的水天使吉普莉儿。
吉良朔夜（聲：子安武人）
无道刹那的学长。他的灵魂实际上是地狱魔王路西华，在被封入七刃御魂剑後，便一直追随在尚为天使时所爱慕的亚蕾克西儿。后来其人类身体被罗洁爱儿杀害。
加藤故（聲：上田祐司、矢尾一樹（廣播劇CD的物質界篇））
不良少年，吉良朔夜的好友。被罗洁爱儿控制，攻击刹那时被杀。后来从掌管死者灵魂的四大天使之一的尤利尔处得到一副植物纤维制成的身体，与杀入天界的无道刹那并肩作战。其记忆不断消失。最后在打开通往神之塔的大门时牺牲了自己，让刹那等人进入神之塔。
齐木翠雀（聲：永島由子）
无道纱罗的好友。被罗洁爱儿杀害並占用其身體。

### 地獄
九雷（Cry，聲：宮村優子）
邪鬼族皇室的真正繼承人，同時也是唯一可以操作神龍的龍主上。有著一頭銀色的頭髮和藍色的眼睛。
有著純潔無垢的心靈，曾和亞蕾克西兒一起行動。後來對剎那抱著淡淡的戀心。
紫罗九音（Arakune，聲：松本梨香 / 淺野麻由美（OVA版））
和九雷同樣是皇室的倖存者，同時也是九雷談話的好對象。但真實身份卻是惡魔的間諜。
表面上是九雷的表哥，其實是九雷的親生哥哥才是。他曾經代替九雷，差點死在反叛者的手裡。
後來他效忠惡魔，並且殺死王妃的姊姊的兒子，並取代他的身份。
雖然是男人，不過有扮女裝的興趣。
波伊斯（Boyz，聲：岸尾大輔）
諾伊思的孿生弟弟，對九雷有淡淡的戀心，也因此對剎那抱著敵意。
但是見識到有機天使的力量之後，便和剎那和解。後來發現紫羅九音反叛者的身份，而被紫羅九音滅口。
诺伊思（Noyz，聲：野田順子）
波伊思的孿生姊姊，曾經有一段時間受到貝利亞操控。當弟弟死去時，將頭髮剪掉，發誓要殺死害死弟弟的兇手。
神龙三姐妹
翡翠（Jade，聲：高森奈緒 / 玉川紗己子（OVA版））
可以看到未來的水龍。
琥珀（Amber）
火龍。
玛瑙（Agate）
能力不清楚，不過是年紀最小的龍。曾經為了救剎那一命現身在邪鬼族人面前，對此事頗有微詞。
路西华 / 路西斐爾（天使時）（Lucifer / Lucifel，聲：子安武人）
在本作中，他本是最强大的天使，是米凯尔的孪生哥哥。因为不怀好意的神的命令，被迫成为一切恶魔的首领，率领黑暗帝国与天界作战。
在他还是天使时，就爱上了亚蕾克西儿。后来灵魂被封印在七刃御魂剑中，追随亚蕾克西儿；在亚蕾克西儿被贬入凡间之后守卫她的转世。至今仍然深愛著亞蕾克西兒。
贝利亚（Belial，聲：澤海陽子）
七君主之一。名字意義的由來是「無價值」，為了不孤負神給她的名字，所有無價值甚至有害的事情她都做。自稱「帽子屋」。
在天界之時，她的地位曾經做到拉斐爾的副官。不過性生活非常糜爛，後來被路西斐爾（後來的路西華）以不帶感情的口調責備之後，深深愛上他，並隨著他墮天。
在剛出生之時，為了防止身體女性化，被使用停止成長的藥物，結果她有著不屬於女人和男人的身體。有著美麗的外表，不過卻以小丑妝隱藏真面目，身材高挑、口音也較低沉，所以外表看起來像個男人。右邊大腿上有蝴蝶刺青。
阿斯蒙帝斯（Asmodeus）
七君主之一。對貝利亞抱著淡淡的愛情。
阿斯达罗特（Astaroth）
七君主之一。与妹妹阿丝达罗娣共用一个身体。當阿絲達羅娣出現時，他被封印在黑蛇裡。
非常憎恨共用同一個身體的妹妹，同時也比任何人還要詛咒讓他變成這樣的神。
本編雖然沒有寫出來，不過他的頭髮是染成金色的。
阿丝达罗娣（Astarte）
与哥哥阿丝达罗特共用一个身体。當阿斯達羅特出現時，她被封印在白蛇裡。
和哥哥共用一個身體的關係，她無法懷孕。為了滿足自己的願望，她會吞下小孩，假裝自己懷孕了。（小孩事後會被阿斯達羅特殺死）。
在男性人格出現時性別會變成男性，女性人格出現時性別會變成女性。
贝鲁蓓萝（Barubelo，聲：笠原留美）
七君主之一。其本来身份是服侍路西斐爾和米凱爾的能天使士官贝儿，愛著路西斐爾。天地大戰時為了保護路西華被米凱爾誤砍而死，後來在地獄被路西華復活。
自稱是魔王最初的妻子，並且和其他惡魔生下許多私生子。她聲稱那些孩子是魔王的孩子。
阿巴特（Abaddon，聲：齋藤瑞樹）
魔王的儿子。其實是贝鲁蓓萝和其他惡魔所生的私生子。
贝鲁瑟丘特（Beelzebub）
七君主之一。
马蒙（Mammon）
七君主之一。
利威安达（Leviathan）
七君主之一。

### 至高天
亚蕾克西儿〈有機天使〉（Alexiel，聲：折笠愛）
擁有能夠操作所有有機物質的有機天使。為羅潔愛兒的孿生姊姊。容貌非常的美麗，還有著一頭飄逸的黑色長髮，擁有三片翅膀。
曾經因為反叛天界所以成為墮天使，並和九雷一起行動。
天地大戰後被天使軍抓到，並且處以極刑，身體被封印在天使水晶裡，而靈魂則永世不停輪迴，不得善終。
至於叛天和封印羅潔愛兒的理由，是「因為愛著創世神」。不過其實另有其它的原因。
因為是有機天使的關係，所以和四大天使處得比較好（米凱爾談）。
罗洁爱儿〈無機天使〉（Rosiel，聲：千葉進步、佐佐木望（廣播劇CD的物質界篇））
擁有能夠操作一切無機物質的無機天使。為亚雷克西儿的孪生弟弟。創世神讓羅潔愛兒移植亞蕾克西兒的身體，所以長相和亞蕾克西兒很像。
在天地大戰時被亞蕾克西兒封印，後來被肯達復活。對姊姊抱著愛戀和憎恨的扭曲感情。
有著相當強大的領袖魅力，被他吸引的人很多，不過因羅潔愛兒的精神非常不安定，所以身邊的手下都被他用藥物和血液來控制，好確定他們是絕對服從他。
最早之前其實是有著溫柔個性，像聖人君子一般的人，但是因為精神和身體的逆成長，造成精神上的不安定。
肯达（Catan，聲：三木真一郎）
智天使ST，本來是沒有身體的精靈天使，後來羅潔愛兒賜與他身體，並且取名為「肯達」。本性善良溫柔，看著被羅潔愛兒欺騙的姬理繪時，曾經想要勸告她醒悟。後來在救姬理繪時瀕臨死亡，羅潔愛兒強迫他吃下藥物而得以存活。
對羅潔愛兒來說，肯達是唯一「不想被破壞的重要存在」；而肯達也將羅潔愛兒當成獨一無二的存在那樣的愛慕。
蒂愛拉 / 蒂愛爾（Teial / Teialiel，聲：矢島晶子）
通稱蒂愛拉。「未來的天使」。
擁著可以聽到天使心中想法的能力，為了存活下去，所以吃死去的天使屍體。後來被烙上墮天使的記號。被其它人以「惡魔之子」之類的外號厭惡著。
最後被偷襲羅潔愛兒宅邸的聖渥夫手下殺死，死後依肯達的要求，將她安葬在一處小花園中。
吉普莉儿（Gabriel）
掌管水的元素守护天使，属于四大天使之一。前智天使长。
由于被卑鄙的圣沃夫达尔达陷害，用針刺在吉普莉儿頸後奪去她身體的自由，強行把她的灵魂转世为物質界的人類无道纱罗，成为无道刹那的守护天使。
還在天界的時侯，性格溫柔慈悲，受到許多天使的愛戴，有著正經的個性，就算對手是米凱爾也毫不猶豫地說教。
拉斐尔（Raphael，聲：成田劍）
掌管風的元素守护天使，属于四大天使之一。力天使长。
是天界唯一一個可以使用復活魔法「返魂」的天使，在天界的工作是醫生。
热衷于追求女色，但也有专情的一面。曾试图追求无道纱罗。是唯一能与米凯尔相处的人，對米凱爾使用「小米」這樣的外號稱呼他。
米凯尔（Michael，聲：高橋直純）
来自犹太教-基督教圣经中的天使，即。掌管火的元素守护天使，属于四大天使之一。能天使长。
是墮天使路西斐爾（後來的魔王路西華）的孪生弟弟，外表為少年，有著一頭紅髮，臉上有龍的刺青。天界有名的問題兒童。
在出生之前被預言是「光之子」，但是因為哥哥路西華的表現出色，讓旁人以為路西華才是光之子。同時也讓米凱爾對哥哥有著強烈的自卑感。
所以提到「哥哥」會爆怒。: 個子矮的關係，所以提到「身高」的話也會爆怒。
圣沃夫达尔达（Sevothtarte，聲：小杉十郎太、鹽澤兼人（廣播劇CD的物質界篇））
天界宰相，在有机与无机天使不在时，通过大炽天使长麦塔特罗掌握实权，实行严酷的独裁政策。
從外界看來是掌握大權，但是其實是森達爾馮的傀儡。臉上總是用面具遮著。
總是一席白衣，所以有著「白天使」的外號。有著強烈的潔癖，對於任何污點都無法容忍。他的潔癖在他的政策也非常明顯地顯露出來。
菈伊拉（Lailah，聲：相澤惠子）
天才的科学家，喜欢唱歌，领导研究最强的天使森达尔冯。由于受到同事嫉妒，遭到轮奸，声音被毁坏。她在悲痛中乞求森达尔冯消灭了自己的过去，以圣沃夫达尔达的身份重新出现。暗恋着沙法尔。
麦塔特罗（Metatron，聲：興梠里美、川田妙子（廣播劇CD的物質界篇） / 白鳥由里（OVA版））
大炽天使长。外表为年約四、五歲的幼兒。總是抱著一隻兔子玩偶（名為小兔子）。擁有強大的權力，但是沒有任何力量。
受到聖渥夫達爾達的保護。
森达尔冯（Sandalphon，聲：關智一）
炽天使，拥有象征最强力量的六片翅膀。是麦塔特罗的双胞胎弟弟。其肉体位于培养液中。因为力量过强而被拉伊拉封在摇笼里。小兔子的本尊。因為想要自己的身體，所以會對麥塔特羅喜歡的女性下手，希望讓她們生下一個有著他的血肉，卻沒有靈魂的身體。
麥塔特羅每天都會被要求吃藥，那是為了要控制森達爾馮的力量，好讓他不會出現在外界。
創世神（YHWH，聲：中田讓治）
天界絕對唯一的存在。
瑟拉斐 / 聖隱者（亚当·卡达蒙）（Seraphita / Adam Kadmon，聲：置鮎龍太郎 / 中尾隆聖（OVA版））
创世神创造的最完美的天使，真正的名字是瑟拉斐。具有雌雄两性，拥有6片翅膀。其身体被毁灭，被神监禁在神塔中，作为新生天使的营养来源。是无道刹那挑战天界的指引者。
沙法尔（Zaphikel，聲：田中秀幸）
座天使长。曾经是残酷的执法者，在聖渥夫達爾達的計謀之下，親手將戀人安娜兒殺死，本來想要自殺，卻被亞當·卡達蒙所救，取而代之的是他失去了光明，之後性格大变。提倡和平、非武裝主義還有和人類及惡魔共處，另一個身份是反天界政府组织“世界之魂”的首领。因为身份暴露，被圣沃夫达尔达以斩翅之刑处死。在死前亞當‧卡達蒙讓他的眼睛恢復光明，並且看到和安娜兒神似的拉杰艾爾，他將「世界之魂」托給拉杰艾爾之後，由拉杰艾爾親手殺死。是拉杰艾爾的生父。
拉杰艾尔（Raziel，聲：淺川悠、結城比呂（廣播劇CD的物質界篇））
座天使候补生，有著一頭金髮和湛藍的眼睛。是沙法爾和安娜兒的孩子。之前在白色房間被人拿來研究，後來被沙法爾救出，對沙法爾相當崇拜。在沙法爾死後繼承他的遺志成為「世界之魂」的領袖，最後統治著天界。
夏特愛爾（Sheatiel）
「沉默的天使」。
單翼的天使，在形成最下層，和一群被遺棄的孩子一起生活著，後來因為聖渥夫的陰謀而死於非命。
安娜儿（Anael，聲：日野由利加）
主天使ST。沙法尔的恋人。担任森达尔冯研究团队的主管。由于圣沃夫的阴谋，被追杀叛乱天使的沙法尔錯誤杀死。在死時已經懷有身孕。是拉杰艾爾的生母。
姬理绘（Kirie，聲：金井美香）
大天使ST。被罗洁爱儿利用，意外杀死无道纱罗，被觉醒的有机天使释放的能量毁灭。其灵魂在幽界以洋娃娃的身份重生。
月神草（Moonlil，聲：釘宮理惠）
圣巫女，非常崇拜吉普莉儿。本来没有名字，由无道纱罗赋予名字。在照顾被监禁的无道纱罗时因为帮助后者逃跑几乎被杀害。
沙利尔（Sariel，聲：稻田徹）
權天使长。邪眼的持有者。中空回廊的最高司令官。
卡马尔（Camael，聲：相澤正輝、楠本一星（廣播劇CD的地獄篇））
能天使长米凯尔的副官。
芭比（Barbiel，聲：柳澤真由美）
拉斐尔的副官，兼任医院的护士长。是拉斐尔真正所爱的人。
特比尔（Dobiel，聲：高橋廣樹）
代智天使长。受圣沃夫之命行刺罗洁爱儿，失败。後來成為羅潔愛兒的手下。
贝儿（Baru，聲：笠原留美）
米凯尔身边的士官。在第一次天地大战时，为掩护所爱的路西华而被米凯尔误杀。後成为地狱七君主之一贝鲁蓓萝。

### 星幽界
尤利尔（Uriel，聲：速水獎）
掌管土的元素守护天使，属于四大天使之一。
性情溫和，不愛爭奪名利。但為了執行審判的任務，製了一個面具讓自己不受感情控制情緒。對亚蕾克西儿的執著令尤利尔身上帶著面具的邪念。
深愛亚蕾克西儿，但因為亚蕾克西儿在被審判時宣稱愛上的是創世神，使尤利尔大受打擊。而且他負責詛咒亚蕾克西儿生生世世都遭逢不幸，所以對亚蕾克西儿一直感到內疚。
洋娃娃（Doll，聲：金井美香）

废龙（Hairyuu，聲：桐本琢也）

阎罗王（Enraou，聲：岩田安生）

## 用語

### 天界等級制度
创世神
▼
圣隐者 亚当·卡达蒙
▼
最高天使
有機天使 亚蕾克西儿
無機天使 罗洁爱儿
▼
第一階級
熾天使
智天使
座天使
▼
第二階級
主天使
力天使
能天使
▼
第三階級
权天使
大天使
天使
▼
劳动階級
精灵天使

## 出版書籍
單行本
| 卷數 | 白泉社         | 白泉社                 | 東立出版社    | 東立出版社         |
| 卷數 | 發售日期       | ISBN                   | 發售日期      | ISBN               |
| ---- | -------------- | ---------------------- | ------------- | ------------------ |
| 1    | 1995年2月17日  | ISBN 978-4-592-12441-2 | 2005年1月24日 | ISBN 986-11-5349-7 |
| 2    | 1995年5月19日  | ISBN 978-4-592-12442-9 | 2005年1月24日 | ISBN 986-11-5350-0 |
| 3    | 1995年8月18日  | ISBN 978-4-592-12443-6 | 2005年1月24日 | ISBN 986-11-5351-9 |
| 4    | 1995年12月15日 | ISBN 978-4-592-12840-3 | 2005年3月17日 | ISBN 986-11-5352-7 |
| 5    | 1996年4月19日  | ISBN 978-4-592-12841-0 | 2005年3月17日 | ISBN 986-11-5354-3 |
| 6    | 1996年8月19日  | ISBN 978-4-592-12842-7 | 2005年3月17日 | ISBN 986-11-5353-5 |
| 7    | 1997年1月17日  | ISBN 978-4-592-12843-4 | 2005年4月1日  | ISBN 986-11-5355-1 |
| 8    | 1997年4月18日  | ISBN 978-4-592-12844-1 | 2005年4月1日  | ISBN 986-11-5356-X |
| 9    | 1997年9月19日  | ISBN 978-4-592-12845-8 | 2005年4月1日  | ISBN 986-11-5357-8 |
| 10   | 1998年1月19日  | ISBN 978-4-592-12846-5 | 2005年5月3日  | ISBN 986-11-5358-6 |
| 11   | 1998年5月19日  | ISBN 978-4-592-12847-2 | 2005年5月3日  | ISBN 986-11-6354-9 |
| 12   | 1998年9月17日  | ISBN 978-4-592-12848-9 | 2005年5月3日  | ISBN 986-11-6355-7 |
| 13   | 1998年12月14日 | ISBN 978-4-592-12849-6 | 2005年5月17日 | ISBN 986-11-6356-5 |
| 14   | 1999年4月19日  | ISBN 978-4-592-12850-2 | 2005年5月17日 | ISBN 986-11-6357-3 |
| 15   | 1999年8月19日  | ISBN 978-4-592-12851-9 | 2005年5月17日 | ISBN 986-11-6358-1 |
| 16   | 2000年1月19日  | ISBN 978-4-592-17666-4 | 2005年6月10日 | ISBN 986-11-6359-X |
| 17   | 2000年4月19日  | ISBN 978-4-592-17667-1 | 2005年6月10日 | ISBN 986-11-6360-3 |
| 18   | 2000年6月19日  | ISBN 978-4-592-17668-8 | 2005年6月10日 | ISBN 986-11-6361-1 |
| 19   | 2000年10月19日 | ISBN 978-4-592-17669-5 | 2005年7月6日  | ISBN 986-11-6362-X |
| 20   | 2001年2月19日  | ISBN 978-4-592-17670-1 | 2005年7月6日  | ISBN 986-11-6363-8 |

文庫版
（台灣譯為愛藏版）
| 卷數 | 白泉社         | 白泉社                 | 東立出版社     | 東立出版社                           |
| 卷數 | 發售日期       | ISBN                   | 發售日期       | ISBN                                 |
| ---- | -------------- | ---------------------- | -------------- | ------------------------------------ |
| 1    | 2002年6月14日  | ISBN 978-4-592-88491-0 | 2022年2月8日   | ISBN 978-957-26-8025-4               |
| 2    | 2002年6月14日  | ISBN 978-4-592-88492-7 | 2022年2月8日   | （1+2首刷書盒版）                    |
| 3    | 2002年9月13日  | ISBN 978-4-592-88493-4 | 2022年3月25日  | ISBN 978-957-26-8100-8（首刷附錄版） |
| 4    | 2002年9月13日  | ISBN 978-4-592-88494-1 | 2022年4月25日  | ISBN 978-957-26-8101-5（首刷附錄版） |
| 5    | 2002年12月13日 | ISBN 978-4-592-88495-8 | 2022年5月26日  | ISBN 978-957-26-8102-2（首刷附錄版） |
| 6    | 2002年12月13日 | ISBN 978-4-592-88496-5 | 2022年7月22日  | ISBN 978-957-26-8026-1               |
| 7    | 2003年3月14日  | ISBN 978-4-592-88497-2 | 2022年7月22日  | （6+7首刷書盒版）                    |
| 8    | 2003年3月14日  | ISBN 978-4-592-88498-9 | 2022年8月15日  | ISBN 978-957-26-8103-9（首刷附錄版） |
| 9    | 2003年6月13日  | ISBN 978-4-592-88499-6 | 2022年9月15日  | ISBN 978-957-26-8104-6（首刷附錄版） |
| 10   | 2003年6月13日  | ISBN 978-4-592-88500-9 | 2022年10月17日 | ISBN 978-957-26-8105-3（首刷附錄版） |

天使禁獵區-東京黑巢-
| 卷數 | 白泉社        | 白泉社                 | 東立出版社     | 東立出版社             |
| 卷數 | 發售日期      | ISBN                   | 發售日期       | ISBN                   |
| ---- | ------------- | ---------------------- | -------------- | ---------------------- |
| 1    | 2023年1月20日 | ISBN 978-4-592-21291-1 | 2023年11月23日 | ISBN 978-626-372-864-6 |
| 2    | 2024年1月19日 | ISBN 978-4-592-21292-8 | 2025年月日     | ISBN                   |
| 3    | 2024年8月20日 | ISBN 978-4-592-21293-5 | 2025年月日     | ISBN                   |

畫集
| 書名 | 白泉社        | 白泉社                 |
| 書名 | 發售日期      | ISBN                   |
| ---- | ------------- | ---------------------- |
|      | 1997年7月25日 | ISBN 978-4-592-73144-3 |
|      | 2000年9月27日 | ISBN 978-4-592-73174-0 |

### 其他
| 書名 | 白泉社        | 白泉社                 | 白泉社     |
| 書名 | 發售日期      | ISBN                   | 備註       |
| ---- | ------------- | ---------------------- | ---------- |
|      | 1995年2月17日 | ISBN 978-4-592-72032-4 | 文庫       |
|      | 1999年3月25日 | ISBN 978-4-592-73159-7 | B6         |
|      | 2001年6月14日 | ISBN 978-4-592-10500-8 | 採用預約制 |

## OVA
2000年全3卷發售，改編原作「物質界篇」。格式有DVD、VHS。

### 製作人員
- 原作 - 由貴香織里
- 導演、繪畫、演出 - 佐山聖子
- 人物設計、作畫監督 - 島村秀一
- 系列構成 - 關島真賴
- 美術監督 - 西川淳一郎
- 音響監督 - 田中英行
- 音樂 - 七瀨光
- 製作人 - 久保聰、伊藤善之、春日克典
- 動畫製作 - Hal Film Maker
- 製作 - Bandai Visual、Lantis、Hal Film Maker

### 主題曲
片頭曲「MESSIAH」
歌 - 柚樂彌衣 / 作詞 - 葉月圭 / 作曲 - 七瀨光
片尾曲「KNIFE OF ROMANCE」
歌 - ΦPHI / 作詞 - ISSAY / 作曲 - SATOSHI HIROSE

### 各卷列表
| 卷数 | 發售日期      | 脚本     | 分鏡     | 演出     | 作画監督          |
| ---- | ------------- | -------- | -------- | -------- | ----------------- |
|      | 2000年5月25日 | 関島真頼 | 佐山聖子 | 佐山聖子 | 島村秀一          |
|      | 2000年7月25日 | 金卷兼一 | 佐山聖子 | 下田正美 | 森川均            |
|      | 2000年8月25日 | 関島真頼 | 佐山聖子 | 佐山聖子 | 竹田逸子 島村秀一 |

### 音樂CD
由Lantis發行。
| 標題                           | 發售日期      | 規格編號  |
| ------------------------------ | ------------- | --------- |
| KNIFE OF ROMANCE/MESSIAH       | 2000年5月24日 | LADA-1001 |
| OVA オリジナルサウンドトラック | 2000年8月23日 | LACA-5006 |

## 廣播劇CD
| 標題          | 發售日期       | 規格編號  | 發行                                 |
| ------------- | -------------- | --------- | ------------------------------------ |
|               | 1998年12月16日 | AYCM-629  | 萬代音樂娛樂                         |
| 2004年3月17日 | PWCA-2018      | PRHYTHM   |                                      |
|               | 1999年1月21日  | AYCM-632  | 萬代音樂娛樂                         |
| 2004年3月17日 | PWCA-2019      | PRHYTHM   |                                      |
|               | 1999年2月21日  | AYCM645   | 萬代音樂娛樂                         |
| 2004年3月17日 | PWCA-2020      | PRHYTHM   |                                      |
|               | 1999年3月21日  | AYCM-650  | 萬代音樂娛樂                         |
| 2004年3月17日 | PWCA-2021      | PRHYTHM   |                                      |
|               | 2000年8月3日   | LACA-5004 | Lantis                               |
|               | 2000年9月21日  | LACA-5012 | Lantis                               |
|               | 2000年10月25日 | LACA-5013 | Lantis                               |
|               | 2000年12月21日 | LACA-5017 | Lantis                               |
|               | 2001年1月24日  | LACA-5022 | Lantis                               |
|               | 2001年3月21日  | LACA-5029 | Lantis                               |
|               | 2001年4月25日  | LACA-5029 | Lantis                               |
|               | 2001年6月27日  | LACA-5043 | Lantis                               |
|               | 2001年7月25日  | LACA-5045 | Lantis                               |
|               | 2001年8月29日  | LACA-5055 | Lantis                               |
|               | 2001年9月29日  | LACA-5068 | Lantis                               |
|               | 2006年12月26日 | R-06A0294 | 為別冊花與夢 2007年2月号附錄、非賣品 |

### 原聲帶
廣播劇CD物質界篇的原聲帶。
| 標題          | 演唱               | 發售日期      | 規格編號 | 發行         |
| ------------- | ------------------ | ------------- | -------- | ------------ |
|               | 七瀨光、黒百合姉妹 | 1999年4月21日 | AYCM-652 | 萬代音樂娛樂 |
| 2004年4月21日 | 七瀨光、黒百合姉妹 | PWCA-2022     | PRHYTHM  |              |

## 續作
2022年4月20日，續作《天使禁獵區-東京chronos-》於《花與夢Ai》展開連載。

故事講述於1997年天地大戰後，還原後的東京形成「黑巢」的混沌狀態，昏迷的拉斐爾因被地獄惡魔搶走而墜落物質界，「弒神者」無道剎那及妹妹紗羅亦雙雙失蹤。

多年後，主角叶久遠及其學姐風護凱麗絲於一次意外事件中，遇上尋找拉斐爾及無道紗羅的米凱爾和吉普莉兒等人，從此牽連到一連串事件當中…

## 外部連結
- 天使禁獵區.com-Angel Sanctuary.com- -Angel Sanctuary Fan Site- （页面存档备份，存于）（日語）
- ハルフィルムメーカー内作品紹介ページ（日語）
- 天使禁猟区「物質界編」（日語）
- 天使禁猟区 （页面存档备份，存于）（日語）